# Вишневолоцко възвишение
Вишневоло̀цкото възвишение (на руски: Вышневолоцкая гряда) е моренно възвишение в северната част на Източноевропейската равнина, част от обширното Валдайско възвишение (в източната му част), разположено се на територията на Тверска и Новгородска област в Русия. Простира се на протежение от 300 km от град Ржев на юг покрай градовете Торжок, Вишний Волочок и Удомля до град Пестово (Новгородска област) на север. Състои се от две отделни части Торжокска и Удомелска, разделени от река Тверца (ляв приток на Волга). Отделни хълмове и възвишения са със стръмни склонове до 200 – 230 m абсолютна височина и до 30 – 50 m относителна височина. Изградено е от пясъчни валуни и суглинки. От него води началото си река Медведица (ляв приток на Волга) и множество малки и къси леви притоци на Молога (Волчина, Кобожа) и десни притоци на Мста. Има много малки езера (Меглино, Наволок, Удомля и др.). Покрито е с борови и смърчови гори. Множество туристически дестинации.